# Guttera
Guttera là một chi chim trong họ Numididae.

## Hình ảnh

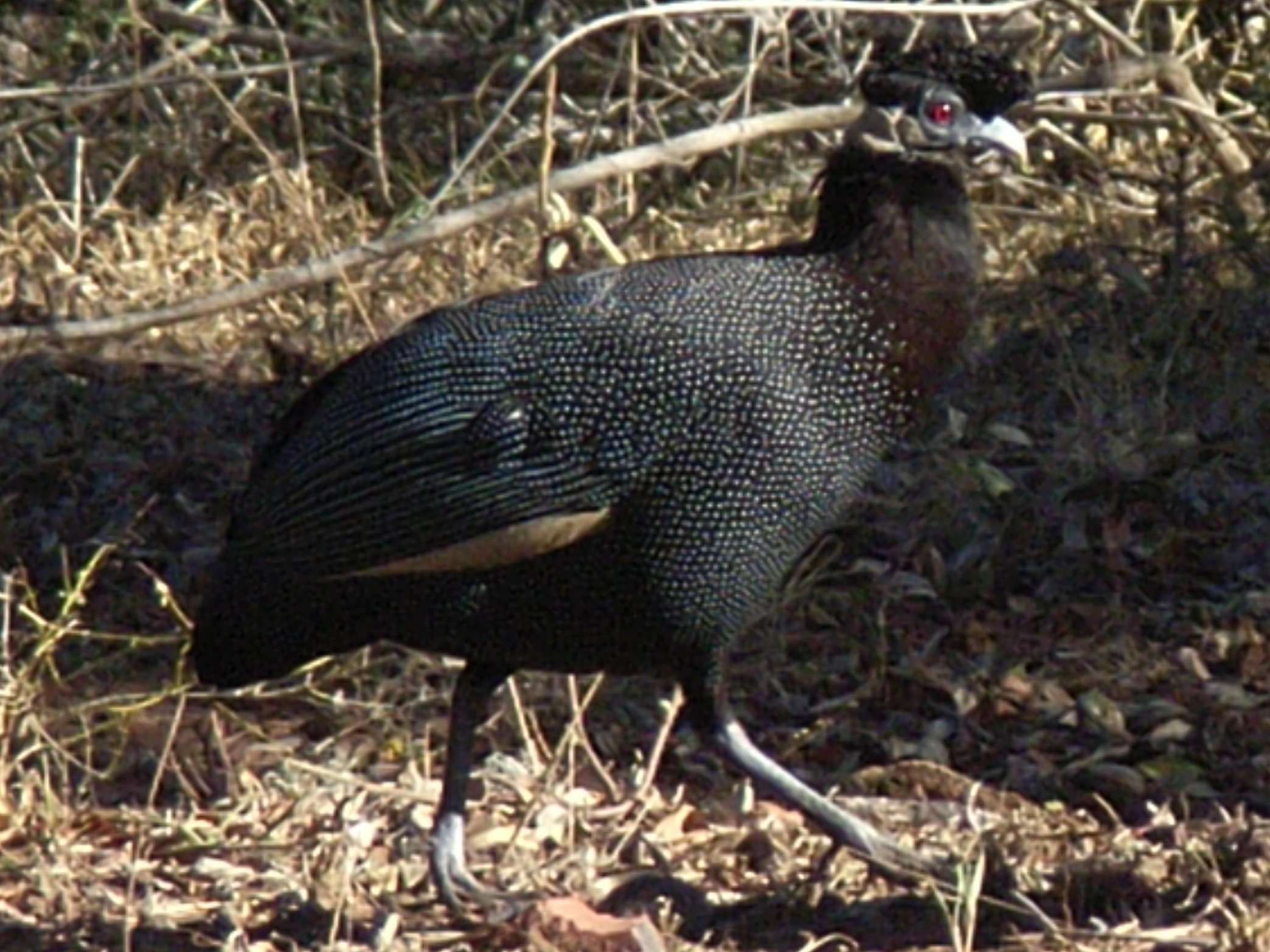
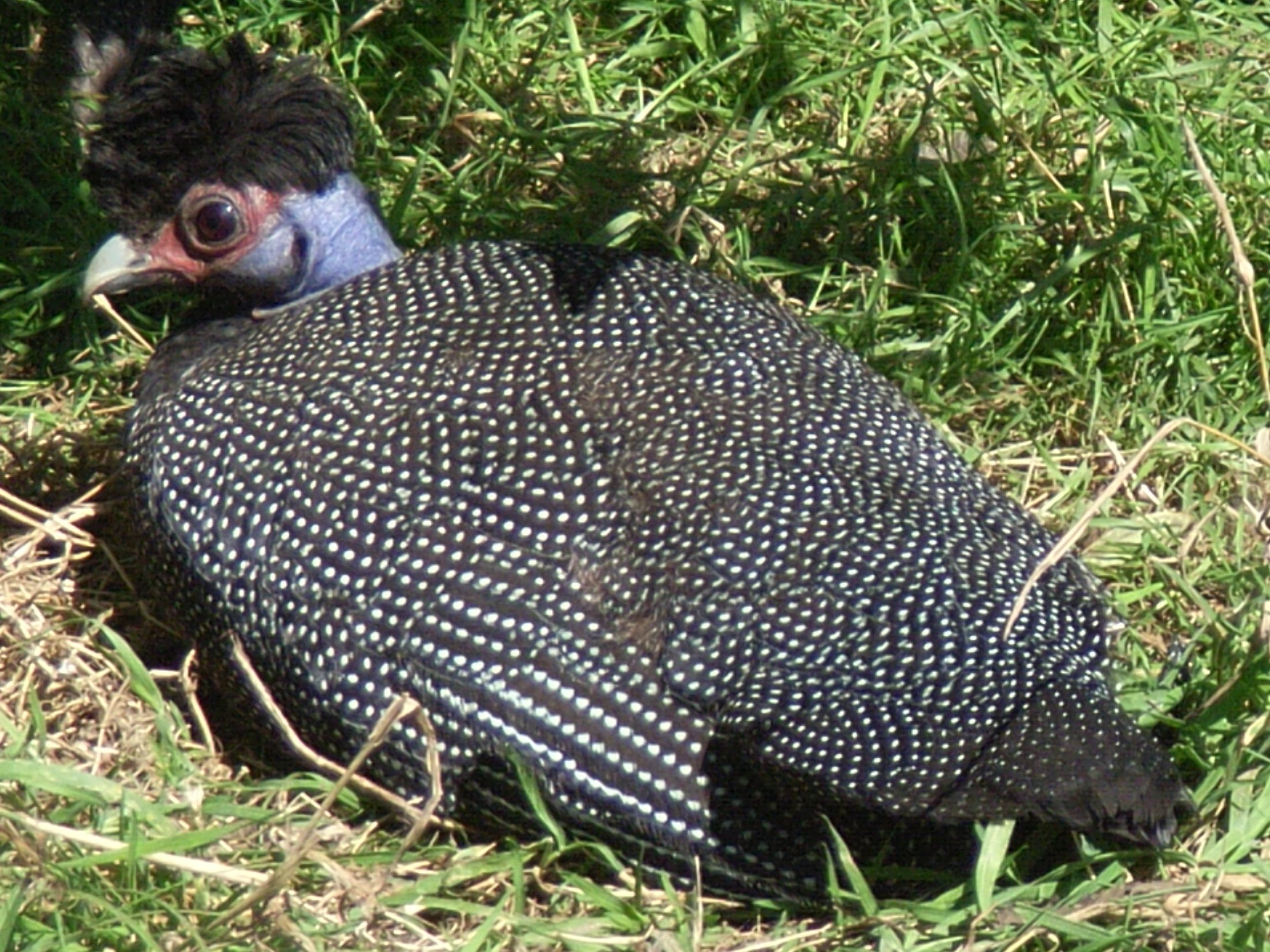

## Các loài
- Guttera plumifera
- Guttera pucherani